# Richard Nonas
Richard Nonas est un sculpteur américain né à New York le 3 janvier 1936 et mort dans la même ville le 11 mai 2021.

## Biographie
Diplômé en littérature et anthropologie sociale des Universités de Columbia (New York) et Caroline du Nord, il a travaillé pendant 10 ans comme anthropologue et a étudié les Indiens d’Amérique (Mexique et Arizona) et les Inuits du Canada. Auprès de ces différentes tribus, il a acquis un sens aigu de l'espace et du dépouillement
Ce n’est qu’au cours des années 1970 que Richard Nonas développe une pratique artistique autour de la sculpture. Il fait partie du groupe « Anarchitecture » avec Richard Serra et Gordon Matta Clarck. Ce qui l'intéresse et qu'il traite dans ses œuvres, c'est le rapport à l'humain et à la nature, sans nul doute hérité de son expérience d'anthropologue. En outre, sa formation initiale lui donne les outils nécessaires pour comprendre et analyser un territoire donné, son histoire, ses richesses, ses contraintes. Aussi, même si visuellement parlant ses œuvres semblent se rapprocher de ce courant artistique qu'est l'art minimal, elles s'avèrent en fait être bien plus complexes car elles possèdent en elles une dimension de l'ordre du sensible ; dimension volontairement exclue des œuvres de Carl Andre, Donald Judd ou encore Sol Lewitt.
Richard Nonas cherche par sa création plastique à habiter ou à faire revivre un lieu. Par l'utilisation de matériaux bruts, de formes simples et de motifs répétitifs, ses œuvres révèlent l'espace environnant qu'elles incluent comme un élément déterminant.
Il réside à l'Atelier Calder de janvier à juillet 1995.

## Expositions et acquisitions
Richard Nonas a conçu et exposé ses sculptures depuis 1971 en Europe, au Canada, au Mexique, au Japon et dans de nombreuses villes des États-Unis. Ces installations figurent dans de nombreux parcs de sculptures à travers le monde. Ces œuvres ont été acquises par de nombreux musées et villes comme le MoMA de New York, le Walker Art Center de Minneapolis, le Guggenheim Museum de New York, le Moca de Los Angeles, le Musée de Grenoble (parc de sculptures), le Kunstmuseum de Zurich, ou les villes de Stockholm, Lodz (Pologne) et Niort (Poitou-Charentes).

### Expositions

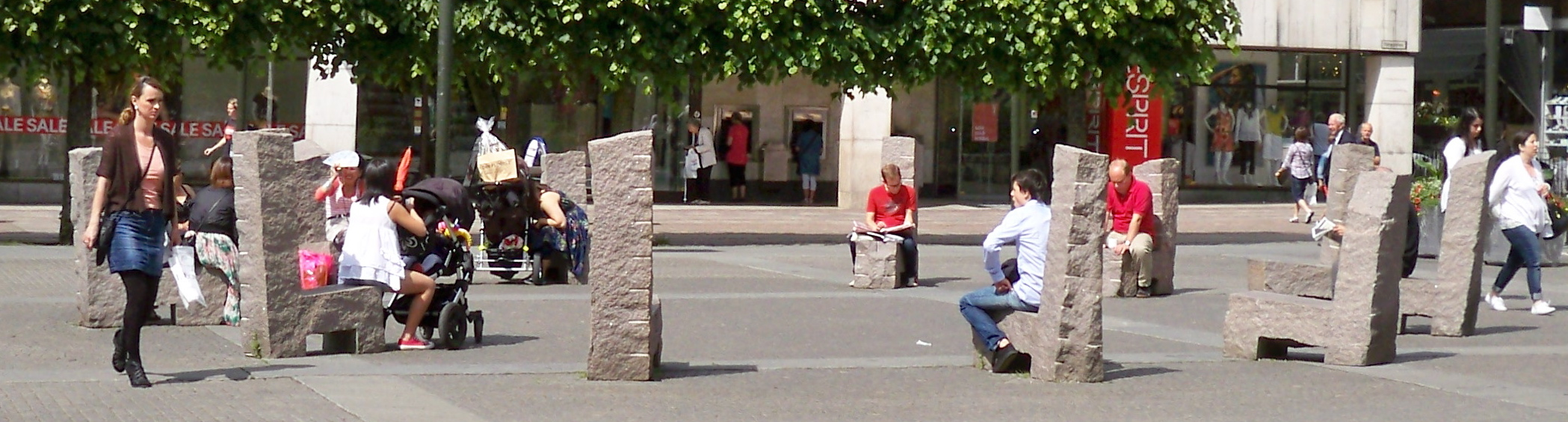
Borås Surround, une installation permanente à Borås en Suède.

- 2014 : Holdfast, Galerie Bruno Mory, Besanceuil (France)
- 2012 : Split, Galerie Anne de Villepoix, Paris (France)
- 2012 : VIAPAC - À travers la montagne, Il Filatoio, Caraglio (Italie)
- 2011 : The Raw Edge : le passage des montagnes, Musée Gassendi, Digne-les-Bains (France)
- 2010 : Shoots good, not straight, Musée d'art moderne de Saint-Étienne, Saint-Étienne (France)
- 2009 : Wood lines & slates, Atelier Archipel, Arles (France)
- 1995 : Résidence à l’Atelier Calder puis exposition au Centre de Création Contemporaine (CCC), Tours (France)

## Installations permanentes (France)

### Edge-Stones: Vière et les moyennes montagnes, Prads (2011)
Réalisée dans le cadre du VIAPAC, cette œuvre est née de la rencontre de Richard Nonas avec le hameau de Vière sur la commune de Prads-Haute-Bléone. Edge-Stones matérialise l’histoire singulière de ce village aujourd’hui en ruines dont le dernier habitant partit il y a soixante-quinze ans, à pied, le toit de zinc de sa maison sur le dos. Au moyen de trois alignements de pierres blanches, Richard Nonas souligne la géographie naturelle et sociale d’un village et rend perceptible la tension entre la vie humaine et la nature. Souhaitée par l’artiste, la stabilisation de l’église romane offre par ailleurs un abri aux randonneurs / visiteurs de passage.

### Fog, Château d’Avignon (2010)
Dans le parc du Domaine du Château d'Avignon, Richard Nonas a réalisé deux lignes de blocs de pierre du Luberon taillées. Au sujet de ce travail, l'artiste a dit : « Je ne crée pas une œuvre, j’éclaire un endroit. »

### L’Axe Marine, Dunkerque (1995-1999)
Bordée de colonnes de granit pour un mariage réussi entre le minéral et le végétal, la rue de la Marine mis en scène par Richard Nonas constitue un bel exemple de collaboration étroite entre artiste et urbaniste.